# Isochromodes elegantaria
Isochromodes elegantaria är en fjärilsart som beskrevs av Jones 1921. Isochromodes elegantaria ingår i släktet Isochromodes och familjen mätare. Inga underarter finns listade i Catalogue of Life.